# Promozione Sicilia 1954-1955
La Promozione fu il massimo campionato regionale di calcio disputato in Sicilia nella stagione 1954-1955.
A ciascun girone, che garantiva al suo vincitore la promozione in IV Serie a condizione di soddisfare le condizioni economiche richieste dai regolamenti, partecipavano sedici squadre, ed era prevista la retrocessione delle quattro peggio piazzate, anche se erano possibili aggiustamenti automatici per ripartire fra le appropriate sedi locali le squadre discendenti dalla IV Serie.

## Composizione

### Squadre partecipanti
| Club                        | Città                          | Stagione precedente         |
| --------------------------- | ------------------------------ | --------------------------- |
| A.S. Acireale               | Acireale (CT)                  | 5º in Promozione            |
| U.S. Akragas                | Agrigento                      | 2º in Promozione            |
| A.S. Augusta                | Augusta (SR)                   | 6º in Promozione            |
| A.S. Caltagirone            | Caltagirone (CT)               | 9º in Promozione            |
| A.S. Canicattì              | Canicattì (AG)                 | 6º in Promozione            |
| U.S. Carleontina            | Carlentini (SR)                | 2º in Prima Divisione gir.B |
| S.S. Gela                   | Gela (CL)                      | 15º in IV Serie gir.H       |
| A.S. Igea Virtus Barcellona | Barcellona Pozzo di Gotto (ME) | 10º in Promozione           |
| S.S. Leonzio                | Lentini (SR)                   | 3º in Promozione            |
| S.S. Milazzo                | Milazzo (ME)                   | 3º in Promozione            |
| U.S. Modica                 | Modica (RG)                    | 12º in Promozione           |
| U.S. Ragusa                 | Ragusa                         | 6º in Promozione            |
| S.P. Sancataldese           | San Cataldo (CL)               | 2º in Prima Divisione gir.A |
| S.S. Scicli                 | Scicli (RG)                    | 11º in Promozione           |
| A.S. Termini Imerese        | Termini Imerese (PA)           | 1º in Prima Divisione gir.A |
| C.S. Vittoria               | Vittoria (RG)                  | 3º in Prima Divisione gir.B |

### Classifica finale
|  | Pos. | Squadra           | Pt | G  | V  | N  | P  | GF | GS | DR  |
|  | ---- | ----------------- | -- | -- | -- | -- | -- | -- | -- | --- |
|  | 1.   | Caltagirone       | 45 | 30 | 18 | 9  | 3  | 50 | 23 | +27 |
|  | 2.   | Leonzio           | 45 | 30 | 18 | 9  | 3  | 51 | 29 | +22 |
|  | 3.   | Acireale          | 38 | 30 | 16 | 6  | 8  | 49 | 28 | +21 |
|  | 3.   | Milazzo           | 38 | 30 | 15 | 8  | 7  | 42 | 23 | +19 |
|  | 5.   | Gela              | 34 | 30 | 13 | 8  | 9  | 50 | 41 | +9  |
|  | 6.   | Ragusa            | 33 | 30 | 13 | 7  | 10 | 45 | 31 | +14 |
|  | 6.   | Igea Virtus       | 33 | 30 | 12 | 9  | 9  | 49 | 38 | +11 |
|  | 8.   | Modica            | 32 | 30 | 11 | 10 | 9  | 45 | 34 | +11 |
|  | 8.   | Akragas           | 32 | 30 | 12 | 8  | 10 | 37 | 29 | +8  |
|  | 10.  | Vittoria          | 29 | 30 | 10 | 9  | 11 | 33 | 34 | -1  |
|  | 11.  | Canicattì         | 27 | 30 | 10 | 7  | 13 | 37 | 46 | -9  |
|  | 11.  | Augusta           | 27 | 30 | 12 | 3  | 15 | 30 | 38 | -8  |
|  | 13.  | Termitana         | 22 | 30 | 7  | 8  | 15 | 28 | 44 | -16 |
|  | 14.  | Carleontina       | 16 | 30 | 5  | 6  | 19 | 25 | 54 | -29 |
|  | 15.  | Sancataldese (-1) | 15 | 30 | 7  | 2  | 21 | 28 | 64 | -36 |
|  | 16.  | Scicli            | 13 | 30 | 1  | 11 | 18 | 12 | 55 | -43 |

Verdetti
- Caltagirone promosso in IV Serie.
- Sancataldese e Scicli retrocedono in Prima Divisione.
- Gela sciolta e radiata per fallimento. Carleontina ripescata di conseguenza.